# كينتارو شيجيماتسو
كينتارو شيجيماتسو (باليابانية: 重松 健太郎) (15 أبريل 1991 في طوكيو في اليابان – )؛ هو لاعب كرة قدم ياباني سابق كان يلعب كمهاجم.

## وصلات خارجية
- كينتارو شيجيماتسو على موقع رابطة كرة القدم اليابانية للمحترفين (اليابانية)
- كينتارو شيجيماتسو على موقع إي إس بي إن إف سي (الإنجليزية)
- كينتارو شيجيماتسو على موقع قاعدة بيانات كرة القدم.إي يو (الإنجليزية)
- كينتارو شيجيماتسو على موقع Soccerway.com (الإنجليزية)
- كينتارو شيجيماتسو على موقع عالم كرة القدم.نت (الإنجليزية)
- كينتارو شيجيماتسو على موقع كووورة